# Mogo (personaggio)
Mogo è un pianeta immaginario dell'Universo DC, e un membro del Corpo delle Lanterne Verdi. Comparve per la prima volta in Green Lantern (vol. 2) n. 188 (maggio 1985), in una storia dal titolo "Mogo Don't Socialize", e fu creato da Alan Moore e Dave Gibbons.

## Biografia del personaggio

### Sfondo
Mogo è un pianeta senziente o "vivente". Quando lo desidera, la sua appartenenza al Corpo viene marcata da un fogliame che forma una fascia verde, marchiata con il simbolo del Corpo delle Lanterne Verdi, che circonda la zona equatoriale di Mogo (per rendere l'idea, si deve pensare ad una palla bianca con una fascia verde che l'attraversa, al cui centro vi è il simbolo del Corpo).
Nelle sue prime comparse, Mogo non è una Lanterna Verde socializzante, e le sue interazioni con il resto dell'Universo DC non sono ben documentate. Evita di annunciare la sua presenza, preferendo rappresentarsi utilizzando degli ologrammi pseudonimi. Durante la sua prima comparsa, fu spiegato che il campo gravitazionale planetario di Mogo sarebbe stato devastante per gli altri pianeti se questi avesse tentato di "visitarli"; quindi, Mogo "non socializza".
Bolphunga l'Implacabile fu uno degli avversari diretti di Mogo; dopo aver visto la leggendaria Lanterna Verde vicino al pianeta dove risiedeva, Bolphunga passò gli anni successivi alla ricerca di Mogo, esaminando ogni tipo di pianta e di animale alla ricerca dei segni del passaggio di un anello del potere, finché un esame più approfondito di un particolare tipo di fogliame lo portò a capire cosa Mogo fosse in realtà.
In un incidente, inviò degli ologrammi per inseguire i delfini di Lobo. Quando Lobo tentò di ritrovarli, un ologramma di Mogo lo convinse a non farlo. Nello stesso momento, Mogo permise ad alcune razze aliene di vivere sulla sua superficie e cambiò addirittura le sue condizioni climatiche per assicurare la loro sopravvivenza. Questi abitanti potrebbero non aver mai saputo che la loro casa era viva e li osservava.
Quando l'entità nota come Parallax, che all'epoca possedeva il corpo di Hal Jordan, distrusse la Batteria del Potere Centrale su Oa e uccise i Guardiani, Mogo perse il contatto con l'energia da Lanterna Verde che lo aiutava a sostenersi. Viaggiò fino al settore 1014 per chiedere l'aiuto del collega Ch'p, ignaro che il suo amico era morto tempo prima. Avendo fatto affidamento sull'energia smeraldo della batteria del potere per sostenersi, Mogo perse conoscenza e andò alla deriva nel settore 1014 finché non venne scoperto da una razza aliena nomade. Questi alieni procedettero con lo strappare Mogo delle sue risorse naturali e inquinarono il suo ambiente. Il suo corpo reagì spontaneamente, creando dei costrutti che impedissero agli alieni di sfruttare le sue risorse. Mogo fu infine salvato da Kyle Rayner, che utilizzò il suo anello del potere per risvegliare il gigante dormiente. Mogo offrì alla razza aliena la possibilità di insediarsi sulla sua superficie e avrebbe dato loro tutto ciò di cui potevano avere bisogno, ma questi, ostinati, decisero di abbandonare i propri insediamenti. Successivamente, Mogo rivelò a Rayner che in realtà era sollevato che se ne fossero andati, e che, se fossero rimasti, avrebbe dato loro le peggiori condizioni ambientali come punizione per l'inquinamento creato.
Mogo comparve in Green Lantern Corps: Recharge n. 2, mentre richiedeva rinforzi contro le forze Ranniane e Thanagariane. Le Lanterne Verdi Kyle Rayner, Guy Gardner, Stel e Green Man furono inviati per disfarsi delle flotte nemiche, e quindi si godettero una piccola tregua sulla sua superficie (Guy richiamò la storia di Moore, affermando che Mogo stava socializzando).
Con la ricomparsa del Corpo delle Lanterne Verdi, Mogo riprese il ruolo di un pianeta di ricreazione e addestramento per i suoi colleghi. Soranik Natu, Kyle Rayner e altre Lanterne viaggiarono verso il suo settore per chiedergli consiglio. In più, mentre difendeva Mogo da un attacco dei Sinestro Corps, la Lanterna Verde Arisia spiegò che Mogo è responsabile della guida degli anelli del potere senza portatore a coloro che possono superare una grande paura, e disse che "senza di lui, gli anelli sono senza meta".

### Crisi Infinita
Mogo ebbe un ruolo cruciale alla conclusione della Crisi infinita, in cui il Corpo delle Lanterne Verdi, Superman e Kal-L dovettero sconfiggere Superboy-Prime. I Supermen portarono Prime nel sole rosso Rao nel disperato tentativo di depotenziarlo. Con lo svanire dei poteri di tutti e tre, i Kryptoniani si schiantarono sulla superficie di Mogo.
Superboy-Prime fu sconfitto da Kal-El, ma Kal-L morì a causa delle ferite riportate. Dopo il combattimento, il resto del Corpo delle Lanterne Verdi, che aveva supportato molte perdite di per sé, prese Superboy-Prime in custodia.
In 52 n. 41, la nave di Adam Strange e Starfire stava precipitando verso un sole, ma Mogo comparve e li salvò.

### Profezia
In Tales of the Green Lantern Corps Annual n. 2 (1986), una profezia narrata da Abin Sur suggerì che Mogo sarebbe stato l'ultima Lanterna Verde. In una battaglia contro l'Impero delle Lacrime, Ranx la Città Senziente avrebbe fatto esplodere una bomba all'interno del nucleo di Mogo, uccidendo la Lanterna Verde e mettendo fine al Corpo delle Lanterne Verdi per sempre.
Quando il Corpo fu ricostituito di nuovo, molte Lanterne ebbero un partner. Mogo divenne il partner di Bzzd, una Lanterna delle dimensioni di una mosca. Bzzd morì durante una battaglia contro Mongul II, e viene ricordato per essere stato una delle Lanterne Verdi più grandi mai esistite.
In Green Lantern Corps vol. 2 n. 11, Mogo mostrò a Kilowog alcune immagini della sua specie, ormai defunta, spingendolo verso la pazzia e quindi contro il Corpo delle Lanterne Verdi. Cominciò quindi a giocare con le menti delle Lanterne che lo cercavano per avere consigli, nella forma di un'illusione creata dai poteri di Mogo, che incolpava Guy Gardner di aver messo le Lanterne una contro l'altra. Questo strano comportamento sembrò essere causato dal membro dei Sinestro Corps noto come Despotellis, e, secondo Gardner, fu completamente ignorato dal pianeta, che era immune ai funghi (affermato da Green Man nel n. 13). Dopo che il fungo stesso si fece conoscere facendosi strada verso il nucleo di Mogo, il pianeta senziente procedette a cambiare la sua orbita nella scia di un asteroide il cui impatto lo sfregiò visibilmente ma sradicò il fungo, i cui resti furono distrutti dalle altre Lanterne Verdi.
I Sinestro Corps attaccarono Mogo con Ranx al seguito, che cominciò a perforare il pianeta con l'intenzione di piazzarci una bomba all'interno. Si scoprì, quindi, che Mogo è colui che guida gli anelli delle Lanterne decedute al portatore successivo, e che se lui morisse, il Corpo non sarebbe in grado di reclutare altri membri in questo modo. Grazie a Sodam Yat, così come grazie al cambiamento del Libro di Oa che permise alle Lanterne l'utilizzo della forza non letale contro i Sinestro Corps, Ranx fu distrutto, e i Sinestro Corps furono espulsi da Mogo.

### La notte più profonda
Durante gli eventi di La notte più profonda, Oa fu attaccato dal mortale Corpo delle Lanterne Nere. Durante l'attacco, Salaak che tutti gli anelli del potere delle Lanterne decedute sarebbero dovute essere inviate a Mogo, così da non mettere in pericolo le vite di potenziali reclute. Soranik Natu, quindi, inviò i combattenti feriti su Mogo, ma si ritrovò al fianco di Kyle Rayner che venne attaccato dal cadavere di Jade, ora una Lanterna Nera. Così, inviò la sua partner, Iolande, su Mogo da sola per occuparsi dei pazienti. Mogo si presentò ad Oa per aiutare le Lanterne contro i nuovi nemici, al che Kilowog affermò "Mogo vuole socializzare dopo tutto", un vago riferimento alla storia originale di Moore. Mogo incrementò la sua gravità ad un grado così elevato che tutte le Lanterne Nere furono attirate su di lui e furono quindi attirate verso il suo nucleo. Il magma super incandescente al suo interno continuò a bruciare i corpi delle Lanterne Nere, evitando che si potessero rigenerare. Mogo descrisse questa azione come "Bruceranno, per l'eternità".
Dopo l'imprigionamento di successo e la distruzione delle Lanterne Nere, Mogo e il resto del Corpo delle Lanterne Verdi insieme a Munk e Miri dovettero affrontare l'ira di un Guy Gardner divenuto Lanterna Rossa. Mentre Miri, una Star Sapphire, tentò di riconnettere Guy alla sua umanità, fu Mogo che riuscì a liberarlo dall'influenza della luce rossa. Tuttavia, lo avvertì che un po' dell'influenza della luce rossa era rimasta dentro di lui, e che solo il potere di un anello del potere di una Lanterna Blu avrebbe potuto liberarlo del tutto.

### Futuro
In Legion of Three Worlds n. 2, si scoprì che nel XXXI secolo Mogo era morto da tempo e, che senza di lui, non c'era modo di distribuire gli anelli e così non esisteva più neanche il Corpo delle Lanterne Verdi.

## Poteri e abilità
In aggiunta ai poteri standard dell'anello del potere delle Lanterne Verdi, Mogo è anche in grado di alterare il clima e le condizioni della sua superficie come la crescita delle piante, e viaggiare nello spazio ad una velocità superiore a quella della luce. Mogo possiede una consapevolezza sensoria ed extrasensoriale di ciò che avviene intorno e su di lui. Tuttavia, si pensa che i suoi poteri e anche la sua consapevolezza dipendano in parte della fornitura costante di energia dalla batteria del potere da Lanterna Verde. Mogo guida anche telepaticamente gli anelli del potere ai loro portatori.

## Altre versioni
Nella serie limitata Green Lantern versus Aliens, Mogo fu la casa adottiva di un gruppo di Aliens. Sembrò che anni prima, Hal Jordan ed un gruppo di Lanterne Verdi stessero combattendo contro un gruppo di Xenomorfi dopo la morte di una Lanterna Verde, e che Jordan volesse evitare uccisioni se fosse stato possibile, credendo che fossero solo animali, e che quindi non fossero malvagi. La sua soluzione era quella di lasciarli su Mogo, dove non sarebbero stati una minaccia per nessuno e dove avrebbero potuto continuare a vivere indisturbati. Anni dopo questo avvenimento, però, Kyle Rayner e altre Lanterne, incluso Salaak, viaggiarono su Mogo per salvare l'equivalente di un cargo schiantatosi sulla grande Lanterna Verde. Questo fu il primo incontro di Kyle con il pianeta senziente, anche se non parlò direttamente con lui. La maggior parte delle Lanterne non sopravvisse. Tuttavia, a causa della sua natura non-canonica, durante il loro incontro successivo, Rayner non ricordò questo evento.

## Altri media

### Televisione
- Mogo comparve, ed ebbe un ruolo fondamentale, nell'episodio "L'attacco di Despero" della serie animata Batman: The Brave and the Bold. Despero prese il controllo di Mogo come parte del suo piano, ma fu poi liberato da G'nort. Qui, Mogo esibì un controllo incrementato della sua massa terrena.
- Su DC Universe Online Mogo è il punto di passaggio alla Metropolis alternativa (con le nebbie). Delle operazioni si svolgono su di esso.
- È apparso anche nella serie animata Green Lantern: The Animated Series.